# Un gran tipus
Un gran tipus (títol original: Great Guy) és una pel·lícula de cinema negre i criminal estatunidenca del 1936 dirigida per John G. Blystone i protagonitzada per James Cagney. Està doblada al català.

## Argument
Un inspector honest del Departament de Peses i Mesures de Nova York s'enfronta a comerciants i polítics corruptes.

## Repartiment
- James Cagney com Johnny Cave
- Mae Clarke com Janet Henry
- James Burke com Patrick James Aloysius Haley
- Edward Brophy com Pete Reilly
- Henry Kolker com Abel Canning
- Bernadene Hayes com Hazel Scott
- Edward McNamara com capità Pat Hanlon
- Robert Gleckler com Marty Cavanaugh
- Joe Sawyer com Joe Burton
- Edward Gargan com Al
- Mary Gordon com Mrs. Ogilvie
- Wallis Clark com Joel Green
- Douglas Wood com alcalde

## Fons
Un gran tipus va ser la primera de les dues pel·lícules que James Cagney va fer per a la companyia de cinema independent Grand National Pictures, després d'haver trencat amb èxit el seu contracte amb Warner Brothers. Després de completar la seva segona pel·lícula, el musical Això s'ha de celebrar (que no va ser un èxit financer), Cagney va tornar a la Warners.
L'assessor tècnic de la pel·lícula va ser Charles M. Fuller, que era el segellador de pesos i mesures del comtat de Los Angeles. La història es basava en diverses peces escrites que van aparèixer a The Saturday Evening Post el 1933 i el 1934, escrites per James Edward Grant. Els primers comunicats de premsa de Un gran tipus indiquen a Henry McCarty, Harry Ruskin i Horace McCoy com a escriptors col·laboradors de la pel·lícula, però més tard, McCoy va ser eliminat dels crèdits i Henry Johnson es va afegir com a coguionista.

## Recepció
Escrivint per a The Spectator l'any 1937, Graham Greene va donar una bona crítica a la pel·lícula, elogiant a Cagney com un actor que "poques vegades decep", i l'actuació del qual en aquesta pel·lícula proporciona "un humor més sofisticat de l'habitual". Segons Greene, "les escenes amb els polítics del barri, l'alcalde, el filantrop, tots els estafadors, són agradablement fosforescents amb la corrupció, i també ho és l'admirable clímax de la festa del vespre".